# Torneo de Río de Janeiro 2024
El Rio Open 2024 fue un evento de tenis del circuito ATP Tour 500. Se disputó en Río de Janeiro, Brasil en el recinto del Jockey Club Brasileiro desde el 19 hasta el 25 de febrero de 2024.

## Distribución de puntos
| Modalidad            | Campeón | Finalista | Semifinales | Cuartos de final | 2.ª ronda | 1.ª ronda | Clasificados | 2.ª ronda de clasificación | 1.ª ronda de clasificación |
| Individual masculino | 500     | 330       | 200         | 100              | 50        | 0         | 25           | 13                         | 0                          |
| Dobles masculino     | 500     | 300       | 180         | 90               | –         | –         | 45           | 25                         | 0                          |

## Cabezas de serie

### Individuales masculino
| Tenista             | Ranking | Preclasificado |
| Carlos Alcaraz      | 2       | 1              |
| Cameron Norrie      | 20      | 2              |
| Nicolás Jarry       | 21      | 3              |
| Francisco Cerúndolo | 22      | 4              |
| Sebastián Báez      | 30      | 5              |
| Laslo Djere         | 35      | 6              |
| Arthur Fils         | 36      | 7              |
| Sebastian Ofner     | 38      | 8              |

- Ranking del 12 de febrero de 2024.[2]

### Dobles masculino
| Tenista                            | Ranking | Preclasificado |
| Rajeev Ram Joe Salisbury           | 11      | 1              |
| Marcel Granollers Horacio Zeballos | 23      | 2              |
| Máximo González Andrés Molteni     | 26      | 3              |
| Kevin Krawietz Tim Puetz           | 31      | 4              |

## Campeones

### Individual masculino
Sebastián Báez venció a  Mariano Navone por 6-2, 6-1

### Dobles masculino
Nicolás Barrientos /  Rafael Matos vencieron a  Alexander Erler /  Lucas Miedler por 6-4, 6-3